# Раухбир

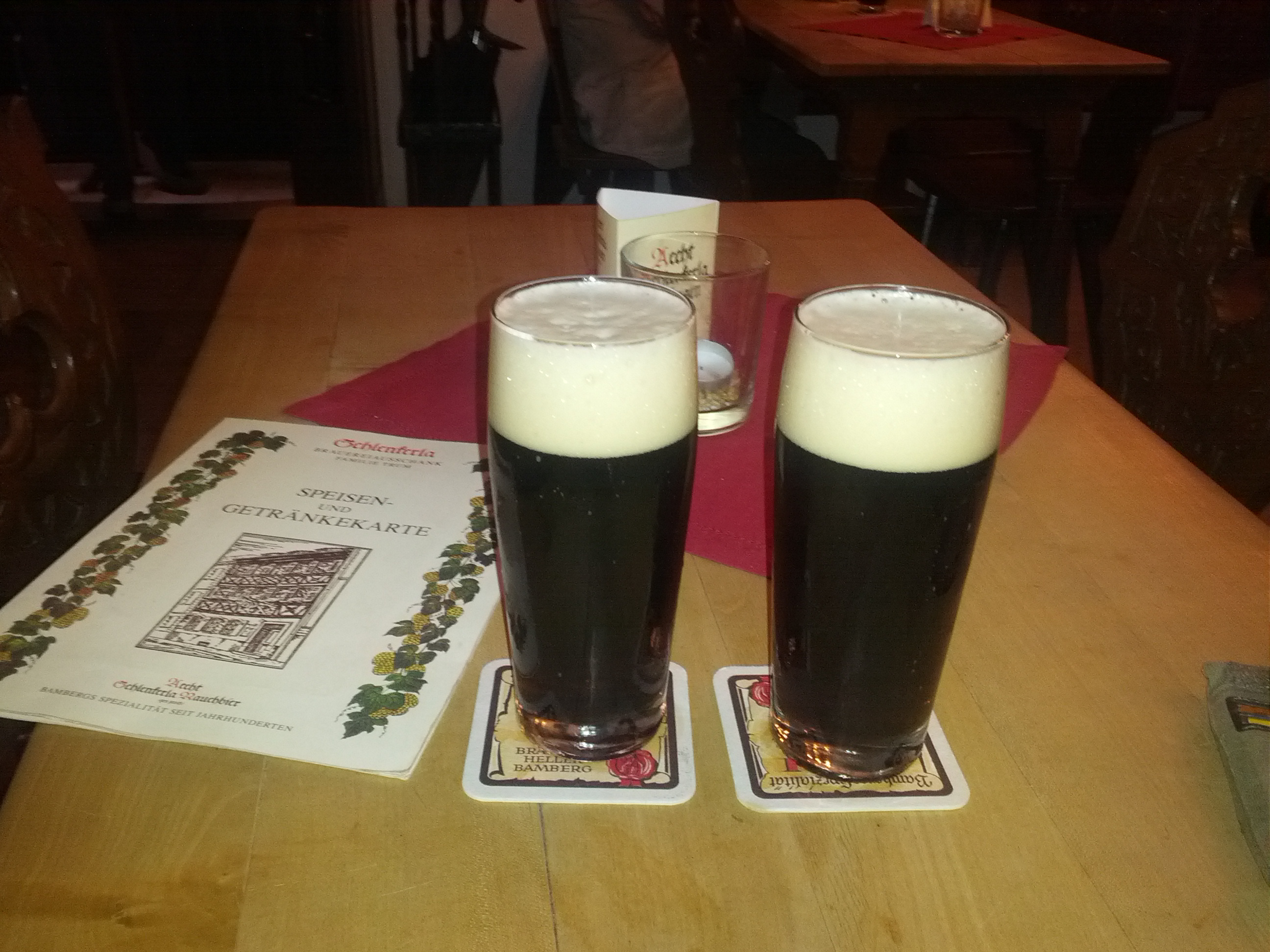
«Копчёное пиво» в Бамберге

Ра́ухбир (нем. Rauchbier — «копчёное пиво») — пиво из Франконии с особым вкусом, который придает ему подкопчённый на огне солод. Характерный дымный привкус напоминает копченое мясо, которое идеально сочетается с этим видом пива.
Существует легенда о появлении раухбира, по которой однажды в пивоварне произошёл пожар и хранившийся там солод пропитался дымом. Пивовар, будучи бедным, был вынужден продавать пиво из этого испорченного солода. Его вкус, однако, очень понравился посетителям. Так возник новый сорт пива.
Солод для производства раухбира должен быть высушен. Так как сушка на солнце была возможна не во всех регионах, применялась сушка на открытом огне, как и в случае китайского копчёного чая. Тепло и дым проходили сквозь лежащий на решетке сырой солод и высушивали его, тем самым увеличивая срок хранения. С началом индустриализации возникли новые способы сушки с использованием угля и нефти. Эти технологии были дешевле и постепенно вытеснили старый способ сушки на костре.
После появления некопчённого солода большинство пивоварен отказалось от его копчения. Лишь в Бамберге пивоварни сохранили традицию до наших дней, отсюда устойчивое выражение «бамбергский раухбир» (нем. Bamberger Rauchbier). Вкус пива довольно непривычен и, согласно старой поговорке, лишь с третьей кружки он станет правильным. Особенно это относится к пиву производства пивоваренной компании Schlenkerla, обладающему сильным привкусом дыма. Как правило, с пивом в этой таверне заказывают копчёности местного производства или местное фирменное блюдо «бамбергские луковицы» под соусом опять же из раухбира. Другие пивоварни вокруг Бамберга производят раухбир с относительно лёгким запахом дыма.
Возрождение интереса к раухбиру наметилось в конце XX и начале XXI века, когда небольшие пивоварни в США стали включать его в свой ассортимент. Теперь «дымное пиво» можно отведать практически в любом крупном городе Германии, равно как и в других странах с развитой культурой потребления пива.